# Thomas Gottschalk

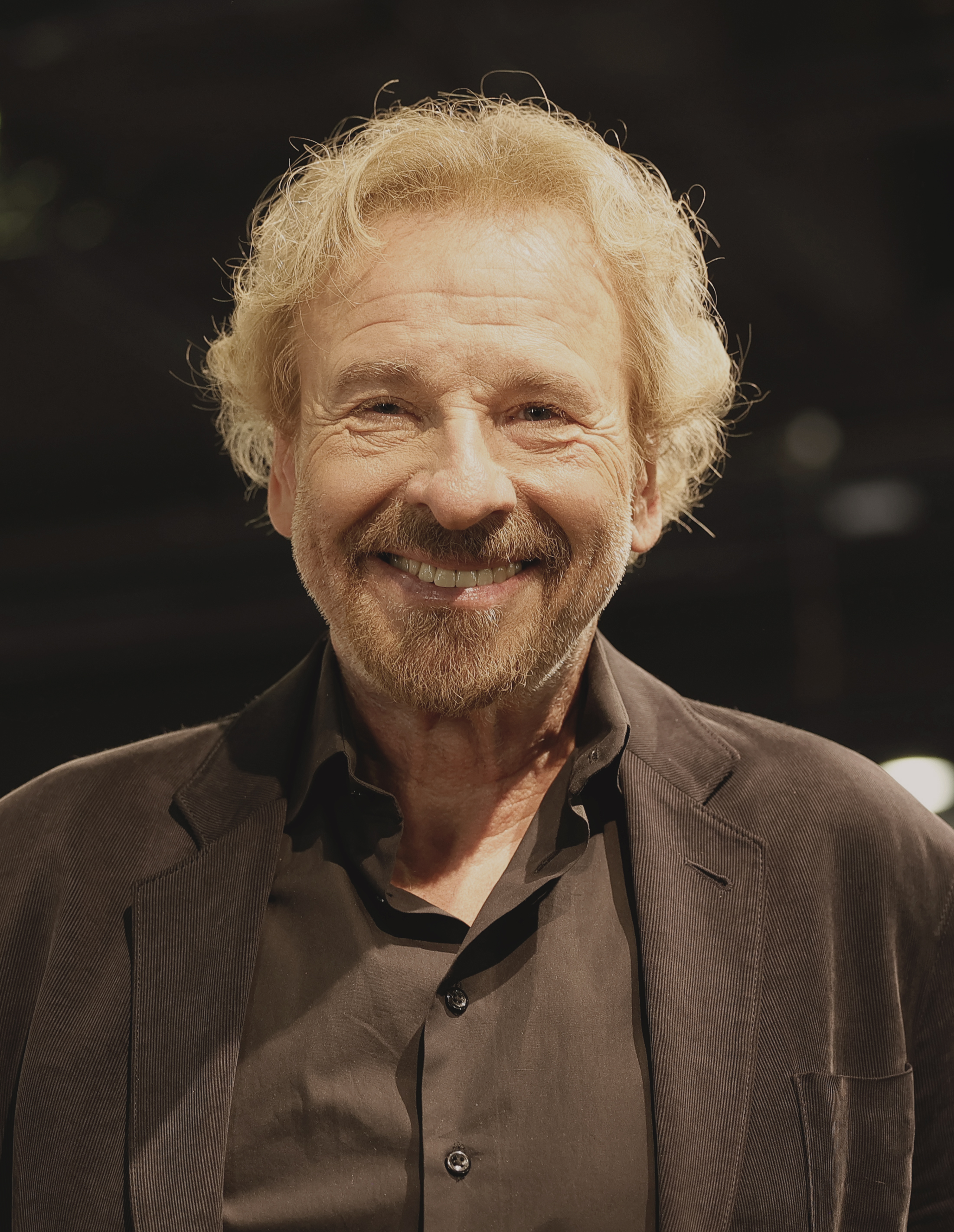
Thomas Gottschalk auf der Frankfurter Buchmesse 2024

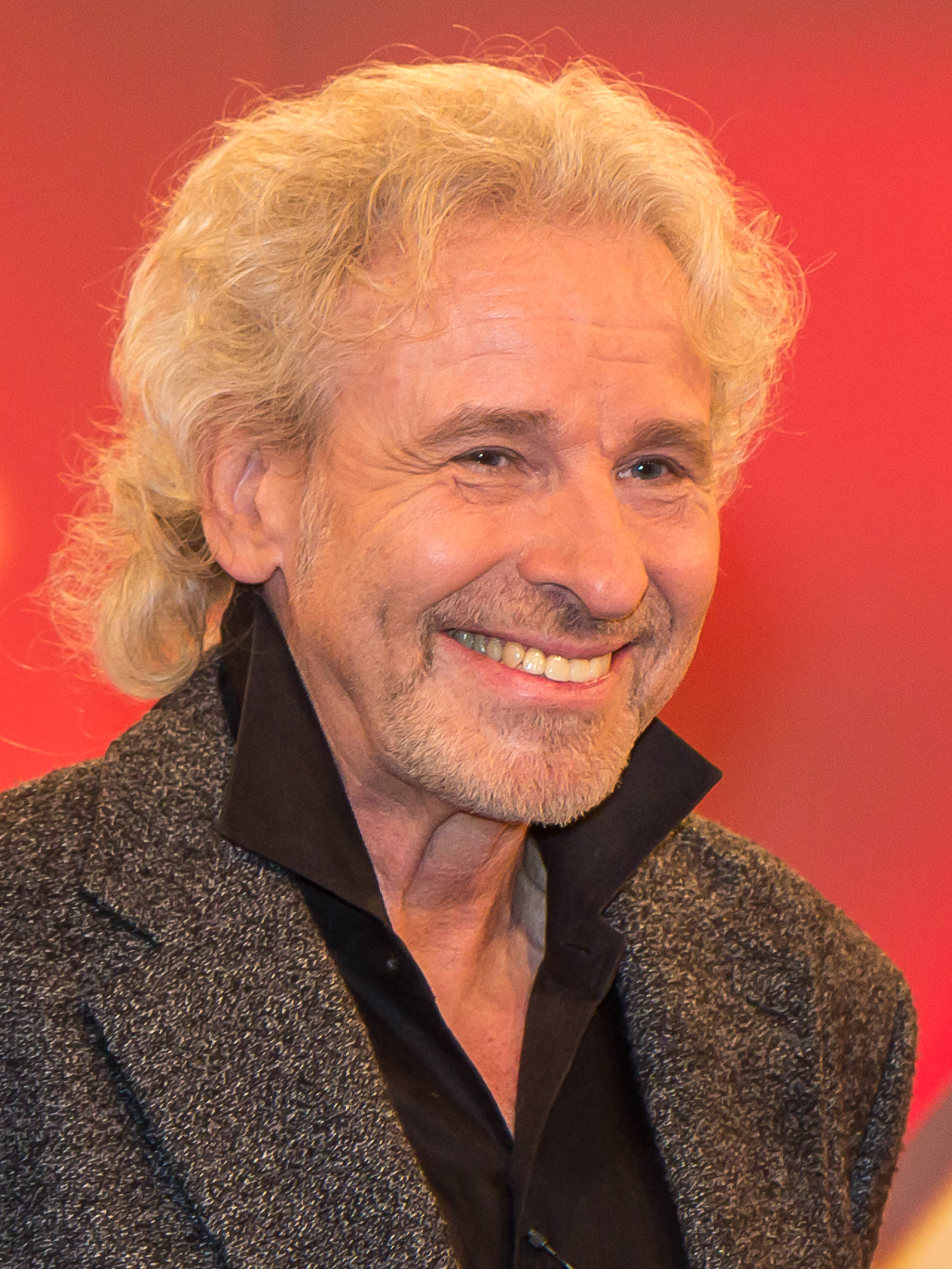
Thomas Gottschalk (2018)

Thomas Johannes Gottschalk (* 18. Mai 1950 in Bamberg) ist ein deutscher Radio- und Fernsehmoderator, Entertainer und Schauspieler. Er wurde in den 1970er-Jahren zunächst als Radiomoderator bekannt. Ab den 1980er-Jahren folgten Fernsehshows wie Thommys Pop Show oder Na sowas! beim ZDF und er drehte, meist gemeinsam mit Mike Krüger, Unterhaltungsfilme wie Piratensender Powerplay oder Die Supernasen. In den 1990er-Jahren hatte er bei RTL die Show Gottschalk Late Night. Ab 1987 moderierte er die Unterhaltungssendung Wetten, dass..?.

## Leben

### Jugend und Ausbildung
Thomas Gottschalk wurde 1950 in Bamberg als Sohn des Rechtsanwalts Hans Gottschalk (* 1902 in Kaulwitz bei Namslau in Oberschlesien; † 1964 in Kulmbach) und dessen Frau Rutila Kossorz (* 1922 in Groschowitz bei Oppeln in Oberschlesien; † 2004 in Kulmbach) geboren. Er hat den drei Jahre jüngeren Bruder Christoph sowie die zehn Jahre jüngere Schwester Raphaela. Die Familie war aus Oberschlesien vertrieben worden und wurde im oberfränkischen Kulmbach ansässig.
Gottschalk war Ministrant in der Kulmbacher Stadtpfarrkirche Unserer Lieben Frau, unter anderem zusammen mit dem späteren Verleger Klaus Bittermann. Er machte 1971 sein Abitur am humanistischen Markgraf-Georg-Friedrich-Gymnasium Kulmbach. Nebenbei jobbte er als DJ in einem Kulmbacher Tanzlokal und erteilte Nachhilfeunterricht, außerdem arbeitete er als Kinder- und Jugendbetreuer der katholischen Pfarrgemeinde.
Ein Stipendium des Cusanuswerks ermöglichte es ihm, Deutsch und Geschichte für das Grund- und Hauptschullehramt an der Ludwig-Maximilians-Universität München zu studieren. Dort trat er der nichtschlagenden katholischen Studentenverbindung KDStV Tuiskonia München im Cartellverband der katholischen deutschen Studentenverbindungen bei.

### Anfänge beim Radio
Ab 1971 arbeitete er als freier Mitarbeiter für Die Servicewelle von Radio München beim Bayerischen Rundfunk (Bayern 3). 1973 wurde er Sprecher der Abendschau-Nachrichten. 1976 erhielt er nach einem Abstecher zum Münchner Merkur eine Festanstellung beim Bayerischen Rundfunk (BR) und steigerte seine Bekanntheit als Moderator der Hörfunksendung Pop nach acht (auf Bayern 3). Als Titelmelodie wählte er das Instrumentalstück Pelican Dance. Anfang der 1980er-Jahre holte ihn Frank Elstner zum deutschen Hörfunkprogramm von Radio Luxemburg, wo er unter anderem als „Mister Morning“ auf Sendung ging und ab September 1980 die RTL-Hitparade moderierte. 1983 ging er zurück zum BR, wurde Leiter bei Bayern 3 und moderierte u. a. bis 1989 die B3-Radioshow am Nachmittag. Gottschalk übernahm dabei den ersten Teil der Sendung, die folgenden 90 Minuten moderierte Günther Jauch.

### Anfänge beim Fernsehen
1976 schaffte Gottschalk den Durchbruch im Fernsehen mit der Musikclip-Sendung Szene, die später Pop Stop hieß und von dem Clown Anthony Powell und dessen pantomimischen Slapstick-Einlagen begleitet wurde. 1977 moderierte Gottschalk die Anrufsendung Telespiele, die zunächst im Bayerischen Fernsehen und dann im Ersten gesendet wurde. Er führte mit Carolin Reiber durch die Deutsche Vorentscheidung zum Eurovision Song Contest 1979 und 1980. Im April 1980 erreichte die Formation G.L.S.-United, bestehend aus Thomas Gottschalk, Frank Laufenberg und Manfred Sexauer, mit dem Rap-Song Rapper's Deutsch Platz 49 der deutschen Hitparade.
Von 1982 bis 1984 war Gottschalk Moderator der im ZDF-Vorabendprogramm laufenden Musikshow Thommys Pop Show, in der Videoclips aktueller Hits gezeigt wurden. Neben neun knapp einstündigen Folgen gab es im Dezember 1983 und 1984 im Abendprogramm jeweils unter dem Titel Thommys Pop-Show extra ein Pop-Festival in der Dortmunder Westfalenhalle, bei denen Musiker und Bands live auftraten. Fortgesetzt wurde dies von 1985 bis 1992 unter dem Titel Peters Pop-Show mit Peter Illmann und dann bis 1993 als ZDF Pop-Show mit Kristiane Backer.
Von 1982 bis 1987 moderierte Gottschalk im ZDF die Sendung Na sowas!, für die er 1986 die Goldene Kamera bekam. Er ist bekannt für seine spontane Gesprächsführung und seine – für damalige Verhältnisse – lockere Kleidung (Jeans und Micky-Maus-T-Shirt, Shorts und Schlappen, Hemd und Hosenträger ohne Jackett). 1989 kommentierte er für die ARD den Eurovision Song Contest 1989 in Lausanne.

### Filme
Ab 1981 drehte Gottschalk gemeinsam mit Mike Krüger die Unterhaltungsfilme Piratensender Powerplay, Die Supernasen, Zwei Nasen tanken Super und Die Einsteiger. Es folgten Mama Mia – Nur keine Panik, Zärtliche Chaoten, Zärtliche Chaoten II, Eine Frau namens Harry und Trabbi goes to Hollywood. Daneben sah man ihn in Filmen wie Sister Act 2 (1993), dem Helmut-Dietl-Film Late Show (1999), in der Til-Schweiger-Komödie 1½ Ritter – Auf der Suche nach der hinreißenden Herzelinde (2008) und in der Komödie Der Zoowärter (2011). In der Filmserie ‘‘Monaco Franze‘‘ (1983) hatte er einen kurzen Gastauftritt in der ersten Folge.
Im Film Joe & Max (2002) trat er als Produzent auf. 2004 lieh er in Garfield – Der Film als Synchronsprecher der Hauptfigur Garfield seine Stimme. Für seine Synchronarbeit wurde er von vielen Kritikern gelobt, übernahm aber bei der Fortsetzung die Rolle nicht mehr. Bekannt wurde seine Stimme auch als Baby Mikey bei Kuck mal, wer da spricht!.

### Wetten, dass..?

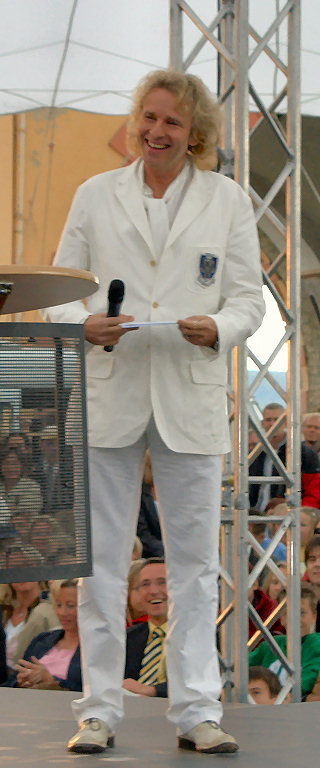
Thomas Gottschalk (2005)

Im September 1987 übernahm Gottschalk vom Showerfinder Frank Elstner die Sendung Wetten, dass..?. Mit Ausnahme einer kurzen Unterbrechung von September 1992 bis November 1993, als Wolfgang Lippert durch die Sendung führte, moderierte er die Sendung bis Dezember 2011. Gottschalk trug maßgeblich zum langjährigen Erfolg der Show bei, die eine der erfolgreichsten im deutschsprachigen Raum und eine der letzten verbliebenen Samstagabendshows war. Von Oktober 2009 bis zu seinem Rücktritt stand ihm Michelle Hunziker als Co-Moderatorin zur Seite. Thomas Gottschalk erhielt pro Wetten, dass..?-Folge eine Gage von 100.000 Euro. Er gehörte damit über Jahrzehnte zu den bestbezahlten Persönlichkeiten im deutschen Fernsehen.
In der 192. Ausgabe von Wetten, dass..? im Dezember 2010 verletzte sich der Wettkandidat Samuel Koch schwer, die Show wurde daraufhin abgebrochen. In der darauffolgenden Sendung im Februar 2011 gab Gottschalk bekannt, dass er nach Ende der laufenden Staffel seine Arbeit als Moderator von Wetten, dass..? beenden werde. Nach dem schweren Unfall Kochs liege für ihn „ein Schatten auf der Sendung“, der es ihm nicht erlaube, „zu der guten Laune zurückzufinden“, die das Publikum „zu Recht“ von ihm erwarte, erklärte Gottschalk. Die Wetten, dass..?-Ausgabe im April 2011 aus Offenburg war seine letzte reguläre Sendung. Im Juni 2011 führte er durch eine Sommerausgabe aus Mallorca.
Im Herbst 2011 moderierte er noch drei Sendungen, in denen auf 30 Jahre Wetten, dass..? zurückgeschaut wurde. Insgesamt hatte Gottschalk bis zu diesem Zeitpunkt 151 Ausgaben der Show moderiert. Sein Nachfolger war von Oktober 2012 bis Ende 2014 Markus Lanz. Anschließend wurde die Show zunächst eingestellt. Aus Anlass seines 70. Geburtstages sollte Gottschalk 2020 eine einmalige Ausgabe von Wetten, dass..? moderieren. Wegen der COVID-19-Pandemie wurde sie auf 2021 verschoben. Co-Moderatorin der Revival-Ausgabe am 6. November 2021 war erneut Michelle Hunziker. Die Show schaffte beim ZDF einen Marktanteil von 45 Prozent.
Wegen des großen Erfolges meldete sich Gottschalk im November 2022 mit einer weiteren Ausgabe von Wetten, dass..? zurück, und im November 2023 fand die letzte Show statt. Mit 12,13 Millionen Zuschauern erreichte die Abschiedssendung einen Marktanteil von 45,3 Prozent.

### Eurovision Song Contest
Bei einer verlorenen Wetten, dass..?-Saalwette kündigte Gottschalk an, bei der Vorentscheidung zum Eurovision Song Contest 2001 in Hannover anzutreten. Der Song What Happened to Rock 'n' Roll mit Gottschalk als Sänger wurde zwar veröffentlicht, aber zu einem Auftritt bei der Vorentscheidung kam es nicht.

### Tätigkeit beim Privatfernsehen
Ab 1990 arbeitete Gottschalk auch für den Privatsender RTL. Dort präsentierte er bis 1992 eine Personality-Show, die schlicht Gottschalk hieß. Zugleich war er Programmdirektor des Münchner Privatsenders Radio Xanadu. Von 1992 bis 1996 sowie 1999 bis 2000 moderierte Gottschalk die Disney Filmparade, die zu diesem Zeitpunkt ebenfalls von RTL ausgestrahlt wurde. Hier wurden überwiegend Klassiker gezeigt und neue Disney-Filme vorgestellt.
Vom September 1992 bis April 1995 moderierte Gottschalk seine eigene Late-Night-Show, Gottschalk Late Night, zunächst gemeinsam mit TV-Hund Dicker, für die er 1994 mit der Goldenen Kamera ausgezeichnet wurde. Im Pressematerial zur Sendung machte der Sender den Bezug zu US-amerikanischen Vorbildern deutlich und nannte konkret die dortigen Moderatoren Johnny Carson, David Letterman und Arsenio Hall. In drei Produktionsjahren erlebte die Reihe mehrere redaktionelle Wechsel und inhaltliche Veränderungen. Dennoch legten Gottschalk und sein Nachfolger Thomas Koschwitz den Grundstein für andere Sendungen wie Die Harald Schmidt Show, TV total und Johannes B. Kerner und schafften höhere Einschaltquoten als diese nachfolgenden Formate.
Im Anschluss an seine Tätigkeit bei RTL war er auch einige Jahre für den Privatsender Sat.1 tätig. Sein größtes Projekt dort war die Gottschalks Hausparty genannte Sendung, von der von 1995 bis 1997 über 50 Folgen ausgestrahlt wurden. Die letzte Sendung brachte es auf 6,5 Millionen Zuschauer. Weiterhin lief von 1996 bis 1999 am Samstagnachmittag die Sendung Gottschalk kommt.

### Rückkehr zum ZDF
Nach dem Ende der Tätigkeit bei Sat.1 kehrte Gottschalk wieder ganz zum ZDF zurück. Seine Haupttätigkeit konzentrierte sich damals auf Wetten, dass..?, zudem moderierte er auch verschiedene andere Sendungen in unregelmäßigen Abständen. Von 2001 bis 2011 präsentierte er einmal jährlich die Spendengala Ein Herz für Kinder, bei der für die gleichnamige Aktion Geld gesammelt wird.
Am 3. April 2004 war Gottschalk Moderator der Prime-Time-Sendung Gottschalks große Benimm-Show. Im Juli 2004 war Gottschalk Protagonist der Sendung Gottschalk zieht ein!. Nach insgesamt fünf Ausgaben bei wenig erfolgreichen Einschaltquoten wurde die Sendung im März 2005 eingestellt. Am 24. März 2005 präsentierte er, passend zu Ostern, Gottschalks großer Bibeltest. Im Sommer 2005 moderierte er die Reihe Gottschalk & Friends, bei der er als Rückblick auf sein eigenes bisheriges Leben prominente Gäste und private Freunde einlud. Jede Sendung stand unter einem bestimmten Motto. Die letzte der insgesamt acht Folgen lief im Juli 2005.
Im August 2006 war er Moderator der Sendung Die Cleversten – Der große Drei-Länder-Check, bei der Teams aus Deutschland, Österreich und Schweiz gegeneinander antraten. Zwischen 2002 und 2004 sendete das ZDF zehn Folgen von Gottschalk America. Im April 2008 moderierte er die Sendung Musical Showstar 2008, im November 2010 sowie im Oktober 2011 die Verleihung des Echo Klassik. Gottschalk moderierte 2009 und 2010 den ZDF-Jahresrückblick Menschen.

### Wechsel zur ARD
2012 wechselte Gottschalk vom ZDF zur ARD. Ab Januar 2012 moderierte er viermal wöchentlich Gottschalk Live, eine halbstündige Vorabend-Talkshow der ARD, in der Gottschalk überwiegend prominente Gäste aus den Bereichen Lifestyle, Entertainment und Kultur empfing. In der Sendung ging es neben Unterhaltung auch um die aktuellen Themen des Tages. Gottschalk Live wurde vor der Tagesschau ausgestrahlt und sendete anfangs live aus Berlin aus einem Studio nahe dem Gendarmenmarkt. Ab April 2012 wurde die Sendung aufgezeichnet. Mangels Zuschauerinteresse wurde die Show schon am 6. Juni 2012 eingestellt.

### Rückkehr zu RTL
Von der ARD kehrte Gottschalk 2012 zu RTL zurück. In der Sendung Das Supertalent saß er von September bis Dezember 2012 neben Dieter Bohlen und Michelle Hunziker in der Jury. Der Sender vereinbarte die Moderation weiterer Show-Formate mit ihm und sicherte sich zudem eine Exklusivität gegenüber den öffentlich-rechtlichen Fernsehanstalten.
In der erstmals 2013 von RTL ausgestrahlten Live-Show Die 2 – Gottschalk & Jauch gegen alle trat Thomas Gottschalk mit Günther Jauch gegen mehrere Studiokandidaten, das Studiopublikum und die Fernsehzuschauer an. Moderiert wurde sie bis zur Einstellung Ende 2017 von Barbara Schöneberger. Im Sommer 2018 begann die Nachfolgesendung Denn sie wissen nicht, was passiert, in der Jauch, Gottschalk und Schöneberger per Zufallsprinzip erfahren, wer die Sendung moderiert und welche verbliebenen Moderatoren in diversen Spielen gegen prominente Gäste antreten. Als Spielleiter und Schiedsrichter fungiert Thorsten Schorn.
Im Januar 2014 moderierte er 30 Jahre RTL – Die große Jubiläumsshow mit Thomas Gottschalk. In Back to School – Gottschalks großes Klassentreffen trifft der Entertainer auf alte Schulkameraden und ehemalige Lehrer von prominenten Gästen. Zwei Prominente müssen mit ihren Mitschülern in Quiz- und Aktionsrunden sowie in einem Abschlusstest gegeneinander antreten. Die Sendung wurde im Februar 2014 zum ersten Mal ausgestrahlt und endete nach acht Ausgaben im Juni 2015. Im Juni 2016 moderierte Gottschalk die Live-Sendung Mensch Gottschalk – Das bewegt Deutschland. Eine zweite Ausgabe wurde im Mai 2017 ausgestrahlt.
Während der COVID-19-Pandemie war Gottschalk im März 2020 Teil des kurzfristig ins Leben gerufenen Fernsehformats Die Quarantäne-WG – Willkommen Zuhause!. Via Livestream im Internet diskutierte er mit Günther Jauch und Oliver Pocher zur aktuellen Lage und sprach mit zugeschalteten Gästen. Nach drei Ausgaben wurde die Sendung aufgrund stark fallender Zuschauerzahlen eingestellt.

### Rückkehr zu Sat.1
Im Frühjahr 2017 übernahm Gottschalk die Moderation der Familienshow Little Big Stars auf Sat.1., blieb jedoch weiterhin auf RTL zu sehen. Little Big Stars wurde im April 2017 zum ersten Mal ausgestrahlt und endete nach drei Ausgaben.

### Rückkehr zum Bayerischen Rundfunk
Von 2013 bis 2015 war Gottschalk sporadisch wieder im Kultabend gemeinsam mit Fritz Egner auf Bayern 3 zu hören. Von 2017 bis 2019 moderierte Gottschalk live jeden ersten Sonntag im Monat auf Bayern 1 die Sendung Gottschalk – Die Bayern 1 Radioshow.
Von März bis Dezember 2019 unterhielt sich Gottschalk in der auf ihn zugeschnittene Bücher-Show Gottschalk liest?, die im Bayerischen Fernsehen am späten Dienstagabend ausgestrahlt wurde, mit Schriftstellern über deren Neuerscheinungen. Ende 2019 gab er alle regelmäßigen Sendungen beim Bayerischen Rundfunk auf.

### Engagement beim SWR
Von 2020 bis 2021 war Gottschalk zusammen mit der Hörfunkmoderatorin Nicola Müntefering im 14-täglichen SWR3-Podcast Podschalk zu hören. Von Januar 2020 bis November 2021 moderierte er zusammen mit Constantin Zöller die montägliche Musiksendung Gottschalk & Zöller. Diese Sendung läuft seitdem in unregelmäßigen Abständen an Feiertagen. Seit Mai 2020 moderiert er jeden zweiten Freitag die Radiosendung Gottschalks Playlist.

### Sonstige Projekte
1979 veröffentlichte Gottschalk in der Jugendzeitschrift BRAVO den Fortsetzungsroman "Der Sprung ins lila Himmelbett".
1983 trat Gottschalk erstmals mit einem Werbespot für den Modelleisenbahnhersteller Fleischmann als Testimonial im Werbefernsehen auf und 1987 in einem weiteren Spot für McDonald’s. Von 1991 bis 2015 warb er für Haribo. Im Oktober 2005 erhielt Gottschalk in diesem Zusammenhang einen Eintrag ins Guinness-Buch der Rekorde für die „längste Beziehung zu einem werbetreibenden Unternehmen“. Ferner warb er zusammen mit seinem Bruder Christoph für die Deutsche Post AG. Die Werbeaktivitäten von Thomas Gottschalk werden in seinen Firmen Brot und Spiele und Dolce Media gebündelt. Bisweilen genügt ein Auftritt ohne Nennung seines Namens, so ist das abgebildete Gesicht (mit rotem Hintergrund, 2018) bei einem Hörgerätehersteller zu sehen.
Unter dem Label Die Kulmbacher Filmnacht (auch: Die lange Kulmbacher Filmnacht) war Gottschalk zwischen 1997 und 1998 Moderator. Von 2007 bis 2011 war er in der nur wenige Minuten dauernden Sendung Ich liebe Kino – Gottschalks Filmkolumne für Tele 5 tätig. Unter anderem moderierte er verschiedene regelmäßige Formate zu neuen Kinofilmen. Für den österreichischen Privatsender ATV nahm er 2010 die Sendungen Mit Thomas Gottschalk am Opernball und Mit Thomas Gottschalk beim Beach Volleyball auf.
Insgesamt nahm Gottschalk dreimal am Wer wird Millionär?-Prominenten-Special teil. 2001 gewann er 500.000 DM, 2008 eine Million Euro mit Hilfe von Marcel Reich-Ranicki, der ihm bei der Finalfrage als Telefonjoker zur Seite stand. 2021 gewann er 125.000 Euro.
Im Jahr 2003 war Gottschalk einmalig Chefredakteur der taz, als diese ihr 25-jähriges Jubiläum feierte. Gleiche Position nahm er im Jahr 2006 bei der Bild ein. Gottschalk ist seit 2009 Repräsentant des Haribo Racing Teams bei dem 24-Stunden-Rennen auf dem Nürburgring. Im April 2015 erschien das Buch Herbstblond: Die Autobiographie im Heyne Verlag, in dem Gottschalk aus seinem Leben erzählt. Er hielt Lesungen in mehreren deutschen Städten. Ein zweites Buch unter dem Titel Herbstbunt: Wer nur alt wird, aber nicht klüger, ist schön blöd erschien im September 2019. Seit Oktober 2019 ist Gottschalk Schirmherr des Patronats Windsbacher Knabenchor. Im Januar und Februar 2021 war er Teilnehmer und Moderator der ersten Staffel der ProSieben-Sendung Wer stiehlt mir die Show?. Als sogenannter Gast-Juror ersetzte Gottschalk Ende März und Anfang April 2021 kurzfristig Dieter Bohlen bei den zwei Final-Shows der 18. Staffel von Deutschland sucht den Superstar auf RTL. 2024 fungierte er als Gastmoderator in Stefan Raabs Show Du gewinnst hier nicht die Million.
Seit April 2023 ist er zusammen mit Mike Krüger im wöchentlichen RTL+ Podcast Die Supernasen – mit Thomas Gottschalk und Mike Krüger zu hören. Im November 2024 gab Gottschalk zusammen mit Mike Krüger bekannt, dass der Podcast Ende 2024 eingestellt wird.

### Privates

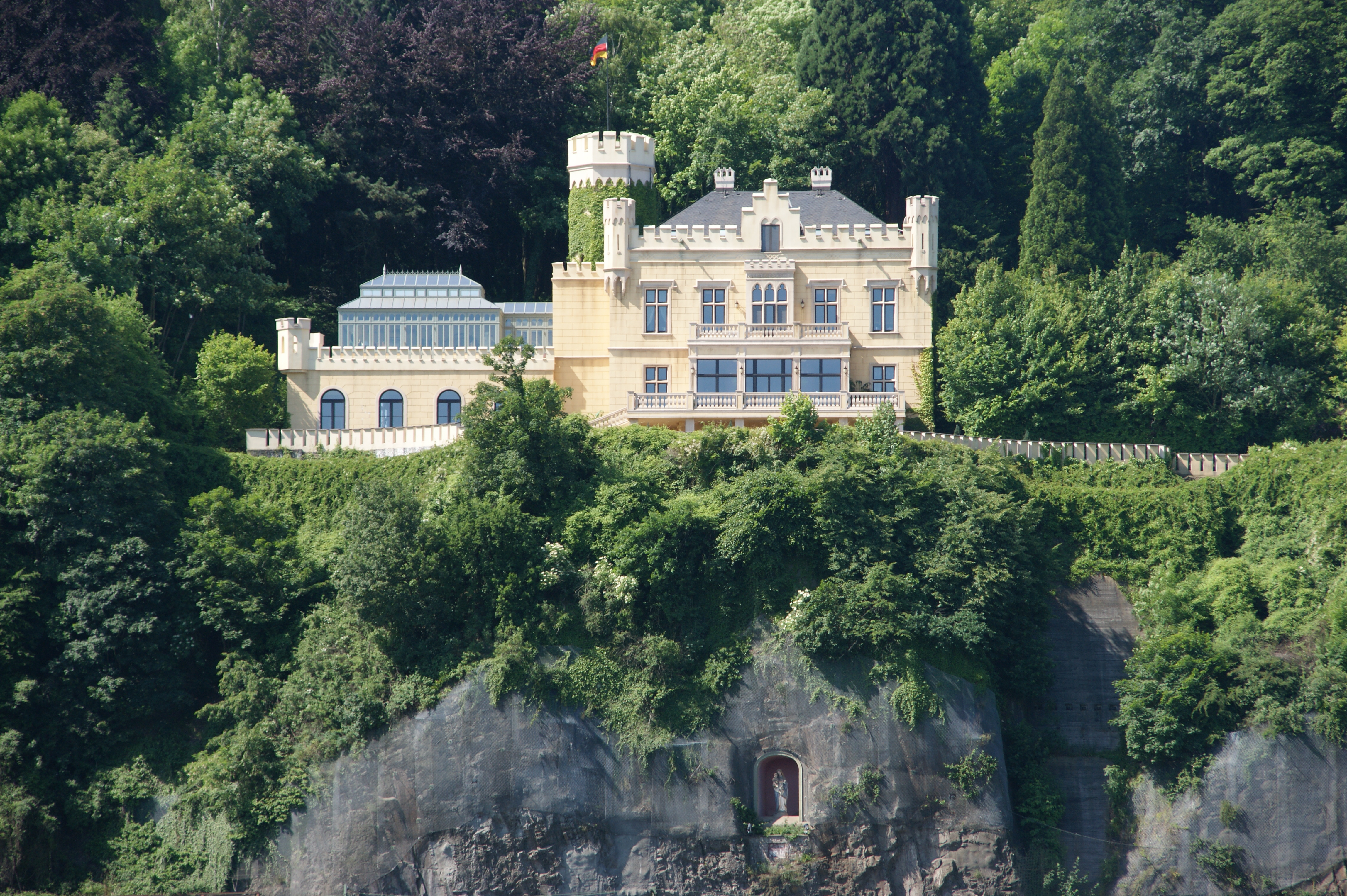
Schloss Marienfels

1976 heiratete Gottschalk die Nürnbergerin Thea Hauer, die er 1972 auf dem Münchner Medizinerball kennengelernt hatte. Damals war sie Mitarbeiterin einer Werbeagentur. Mit ihr teilte er die Vorliebe für einen auffallenden Kleidungsstil. Die Familie lebte im oberbayerischen Inning am Ammersee; im November 1982 wurde der erste Sohn geboren. 1989 adoptierten die Gottschalks einen weiteren Jungen.
Um die Kinder ungestört vom Medientrubel aufwachsen zu lassen, zog die Familie Mitte der 1990er-Jahre nach Malibu in Kalifornien. Bei einem Waldbrand im November 2018 brannte sein dortiges 1993 gekauftes Anwesen ab, dessen Wert mehr als 10 Millionen Euro betrug. Mit dem Haus verbrannte ein Autograph des Gedichts Der Panther von Rainer Maria Rilke. Im Juli 2019 verkaufte Gottschalk das Grundstück.
Im Juli 2000 nahm Gottschalk, der schlesische Wurzeln hat, an der Eröffnung des Oberschlesischen Eichendorff-Kultur- und Begegnungszentrums in Lubowitz teil und beteiligte sich mit einer Spende von 50.000 DM. Im November 2004 erwarb Gottschalk das Schloss Marienfels in Remagen am Rhein. Er ließ das Gebäude renovieren und zog im Sommer 2006 ein. Ende Januar 2013 wurde bekannt, dass er die Immobilie an Frank Asbeck weiterverkauft hatte. Gottschalk unterhält aus nostalgischen Gründen weiter sein ererbtes Elternhaus in Kulmbach, das nach dem Tod seiner Mutter unbewohnt und weitgehend unverändert ist.
Im März 2019 wurde die bereits länger zurückliegende Trennung von Thomas und Thea Gottschalk bekannt; die Ehe wurde im Mai 2024 geschieden. Im Sommer 2024 heiratete er Karina Mroß. Seit 2019 leben die beiden in Baden-Baden und in seinem Ferienhaus am Lake Malibou in Kalifornien.
Thomas Gottschalk hat drei Enkelkinder, sein jüngstes wurde im November 2024 geboren.

## Moderationen

### Aktuell
- seit 2018: Denn sie wissen nicht, was passiert, RTL

### Einmalig/Ehemalig
- 1976–1979: Szene, Das Erste
- 1977–1981: Telespiele, Das Erste
- 1978–1979: 18-19-Musik, BR Fernsehen
- 1979–1980: Deutsche Vorentscheidung zum ESC, BR Fernsehen
- 1980–1983: Pop Stop, BR Fernsehen
- 1981: Stars in der Manege, Das Erste
- 1982–1984: Thommys Pop Show, ZDF
- 1982–1987: Na sowas!, ZDF
- 1987–1992, 1994–2011, 2021–2023: Wetten, dass..?, ZDF
- 1989–1991: Die 2 im Zweiten, ZDF
- 1990–1992: Gottschalk, RTL
- 1992–1995: Gottschalk Late Night, RTL
- 1992–1995, 1999, 2003–2008, 2015–2016: Goldene Kamera, ZDF
- 1992–1996, 1999–2000: Disney Filmparade, RTL
- 1992–1997: Let’s Have a Party, ZDF
- 1995–1997: Gottschalks Hausparty, Sat.1
- 1997–1998: Die lange Kulmbacher Filmnacht, Sat.1
- 1996–2000: Kinder Wetten, dass..?, ZDF
- 1998–2000: Gottschalk kommt, Sat.1
- 1999: 50 Jahre Made in Germany, ZDF
- 1999: Michael Jackson & Friends, ZDF
- 2000: Gottschalks TV-Welt, ZDF
- 2001–2011: Ein Herz für Kinder, ZDF
- 2002–2004: Gottschalk America, ZDF
- 2004, 2008: Deutscher Fernsehpreis, ZDF
- 2004: Gottschalks große Benimm-Show, ZDF
- 2004: 50 Jahre Rock, ZDF
- 2004–2005: Gottschalk zieht ein!, ZDF
- 2005: Gottschalk & Friends, ZDF
- 2005: Gottschalks großer Bibeltest, ZDF
- 2007–2011: Gottschalks Filmkolumne – Ich liebe Kino!, Tele 5
- 2009–2010: Menschen, ZDF
- 2009–2011: Gottschalks Classics, Tele 5
- 2010: Die Nacht mit Thomas Gottschalk und Anna Bosch, Tele 5
- 2010–2011, 2016–2017: Echo Klassik, ZDF
- 2012: Gottschalk Live, Das Erste
- 2012, 2021 (eine Halbfinal-Show): Das Supertalent, RTL – als Juror
- 2013–2017: Die 2 – Gottschalk & Jauch gegen alle, RTL
- 2014: 30 Jahre RTL – Die große Jubiläumsshow, RTL
- 2014: 60 Jahre Rock & Pop, RTL
- 2014–2015: Back to School – Gottschalks großes Klassentreffen, RTL
- 2015: Herbstblond – Gottschalks große Geburtstagsparty, RTL
- 2015: 40 Jahre Musikvideos, RTL
- 2016–2017: Mensch Gottschalk – Das bewegt Deutschland, RTL
- 2016: Gysi und Gottschalk – Der n-tv Jahresrückblick, n-tv
- 2017: Little Big Stars, Sat.1
- 2017: Nena – Nichts versäumt, ZDF
- 2018: Ich weiß alles!, Das Erste – als Experte für Die Beatles
- 2018: Gottschalks große 68er Show, ZDF
- 2018–2020: Opus Klassik, ZDF
- 2018, 2020: Das ARD-Silvesterkonzert, Das Erste
- 2019: Der Vertretungslehrer, VOX
- 2019: Gottschalk liest?, BR Fernsehen
- 2019: 50 Jahre ZDF-Hitparade, ZDF
- 2019: Gottschalks große 80er Show, ZDF
- 2020: Die Quarantäne-WG, RTL
- 2020: Happy Birthday, Thomas Gottschalk!, ZDF
- 2020: 2020 – Gottschalk holt’s nach, Das Erste
- 2021: Wer stiehlt mir die Show?, ProSieben
- 2021: Deutschland sucht den Superstar, beide Final-Shows (Staffel 18), RTL – als Juror
- 2021: Gottschalk feiert: Nochmal 18! Der große Promigeburtstag, SWR Fernsehen
- 2021: Goldene Note by Leona König, ORF 2
- 2021: 50 Jahre ZDF-Hitparade – Die Zugabe, ZDF
- 2021: Gottschalks große 90er Show, ZDF
- 2022: Schickeria – Als München noch sexy war, Prime Video
- 2022: Menschen, Bilder, Emotionen, RTL
- 2022: Die Passion, RTL
- 2022: Die Puppenstars, RTL
- 2023: Disney100 – Die große Jubiläumsshow, RTL
- 2024: Du gewinnst hier nicht die Million bei Stefan Raab, RTL+ – als Gastmoderator

## Filmografie
- 1978: Summer Night Fever
- 1981: Piratensender Powerplay
- 1981: Sesamstraße (Fernsehreihe, Gastrolle)[65]
- 1983: Monaco Franze – Der ewige Stenz
- 1983: Die Supernasen (Darsteller & Autor)
- 1983: Bolero
- 1984: Zwei Nasen tanken Super (Darsteller & Autor)
- 1984: Mama Mia – Nur keine Panik
- 1985: Oliver Maass (Fernsehserie)
- 1985: Big Mäc
- 1985: Die Einsteiger (Darsteller & Autor)
- 1985: Seitenstechen (ungenannt)
- 1986: Miko – aus der Gosse zu den Sternen
- 1987: Zärtliche Chaoten (Darsteller & Autor)
- 1988: Zärtliche Chaoten II (Darsteller, Autor & Regie)
- 1989: Kuck mal, wer da spricht! (Look Who’s Talking) (Stimme)
- 1990: Highway Chaoten (Think Big)
- 1990: Eine Frau namens Harry
- 1990: Kuck mal, wer da spricht 2 (Look Who’s Talking Too) (Stimme)
- 1991: Keep on Running (Autor & Cameoauftritt)
- 1991: Trabbi goes to Hollywood
- 1992: Der Ring der Musketiere (Ring of the Musketeers) (Fernseh-Miniserie)
- 1993: Sister Act 2 – In göttlicher Mission (Sister Act 2: Back in the Habit)
- 1994: Weihnachten mit Willy Wuff (Stimme)
- 1998: Frühstück mit Einstein
- 1999: Late Show
- 2002: Joe & Max (Produzent)
- 2004: Garfield – Der Film  (Stimme)
- 2007: Triff die Robinsons (Meet the Robinsons) (Stimme)
- 2008: 1½ Ritter – Auf der Suche nach der hinreißenden Herzelinde
- 2009: Sturm der Liebe (Fernsehserie, Folge 895)
- 2009: Das Traumschiff (Fernsehreihe, Folge 60)
- 2011: Der Zoowärter (Zookeeper)
- 2012: Hubert und Staller (Fernsehserie, Folge 15)
- 2022: Minions – Auf der Suche nach dem Mini-Boss (Minions: The Rise of Gru) (Stimme)

## Kritik
Thomas Gottschalk hat sich fest in der deutschen Medienlandschaft etabliert und gehört im deutschsprachigen Raum zu den bekanntesten Personen. Er hat das Fernsehen und dessen Stil mitgeprägt. Harald Schmidt sagte über ihn: „Thomas Gottschalk hat das Frechsein im Fernsehen erfunden.“ Er polarisiert hierdurch allerdings auch und ist umstritten.
Beispielsweise schrieb die Frankfurter Rundschau zu seiner Sendung Gottschalk & Friends im Jahr 2005:

„Wäre es die Testsendung eines Neulings gewesen, man hätte ihn anschließend wohl höflich in Richtung Ausgang komplimentiert. Denn es gibt nichts Schlimmeres für einen Moderator, als vor laufender Kamera von einem Gast gefragt zu werden, ob er überhaupt zuhöre.“

Dagegen schrieb Quotenmeter.de zur selben Sendung folgendes:

„Was zu erwarten war – und selbst Thomas Gottschalk im Voraus wusste: Direkt nach der Sendung hagelte es Kritik. Wieso denn dieser Mann der beste Moderator Deutschlands sei, fragten „Schreiberlinge“ in mehr oder weniger niveauvollen Berichten. Vielmehr verblieb der Eindruck, dass jene Journalisten nur gerne auf Gottschalk einhauen, um sich selbst zu profilieren. Denn wirklich schlecht war die Sendung nicht. Das Gespräch mit Mike Krüger war unterhaltsam, die Showacts sorgten für gute Laune und im Interview mit Robin Gibb wurde erneut klar, dass Gottschalk ein gern gesehener Gastgeber bei den Großen der Welt ist.“

## Auszeichnungen

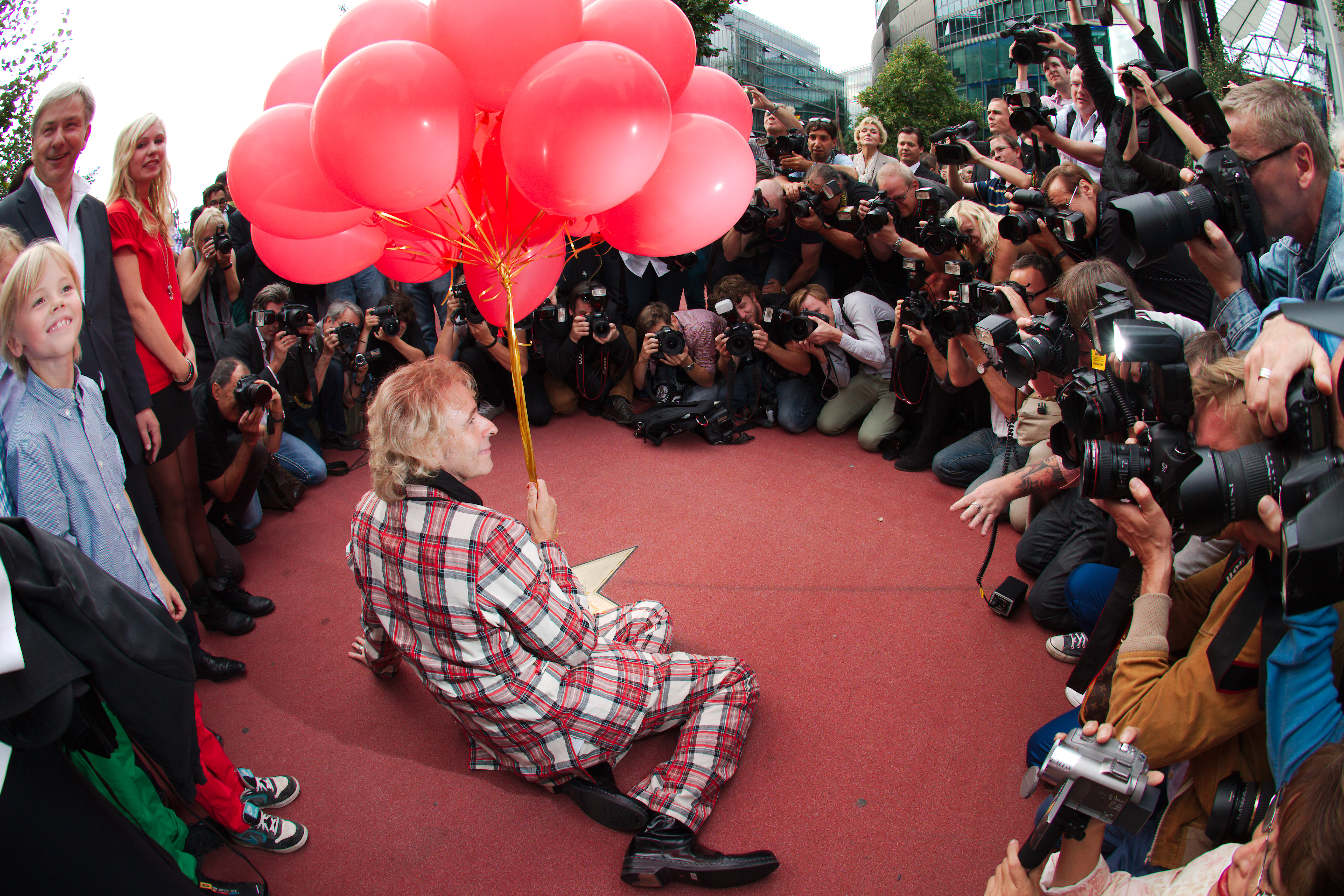
Gottschalk bei der Einweihung seines Sternes auf dem Boulevard der Stars in Berlin (2012)

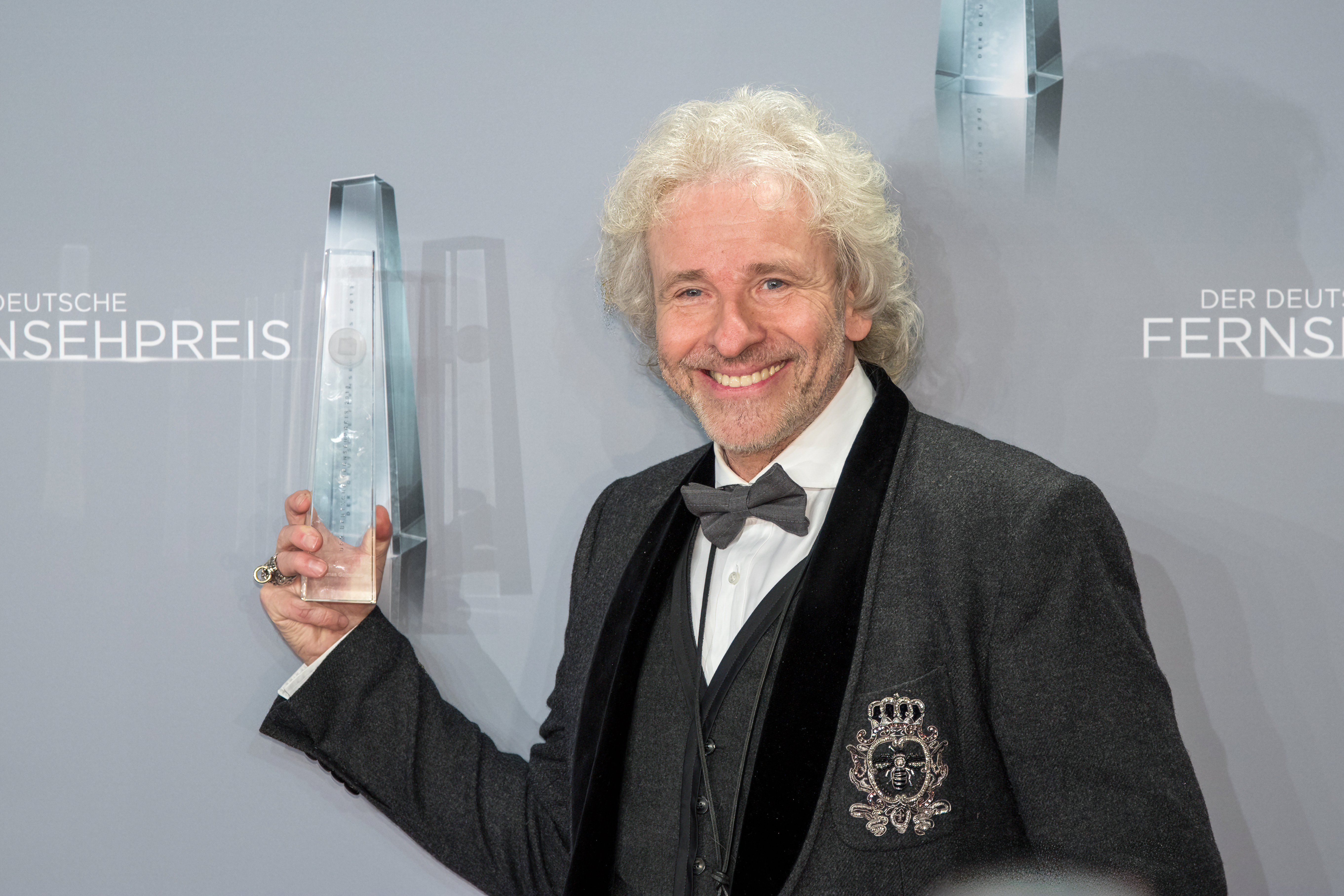
Gottschalk mit dem Deutschen Fernsehpreis 2018

Seit 2001 ist Gottschalk Ehrenbürger seiner Heimatstadt Kulmbach, im selben Jahr erhielt er den Bayerischen Verdienstorden. Für seine Arbeit wurde Gottschalk vielfach ausgezeichnet, unter anderem mit den folgenden Preisen:
- Kurt-Magnus-Preis (1978)
- Goldener Gong für Na sowas! (1983)
- Pfeifenraucher des Jahres (1985)
- Goldene Kamera (1986)
- Telestar (1987)
- Romy als Beliebtester Showmaster (1990, 1996)
- Goldenes Schlitzohr (1991)
- Goldene Kamera für Gottschalk Late Night (1995)
- Goldener Löwe von RTL Beste TV-Show für Wetten, dass..? (1997)
- Deutscher Fernsehpreis Beste Show für Wetten, dass..? (gemeinsam mit Viktor Worms und Alexander Arnz) (1999)
- Bayerischer Fernsehpreis Ehrenpreis des Bayerischen Ministerpräsidenten (1999)
- Goldene Feder (2001)
- Karl-Valentin-Orden (2001)
- Medienpreis für Sprachkultur der Gesellschaft für deutsche Sprache (2002)
- Goldene Kamera Aufnahme in die Hall of Fame von Hörzu (2002)
- Rose d’Or Goldene Rose für Game-Show-Moderation für Wetten, dass..? (2005)
- CICERO Rednerpreis (2007)[68]
- 65 Cent-Briefmarke der Österreichischen Post (2007)[69]
- Deutscher Fernsehpreis 2009 – Beste Unterhaltungssendung/Moderation: Wetten, dass..? vom 13. Dezember 2008
- Besondere Ehrung beim Grimme-Preis (2011)
- Stern auf dem Boulevard der Stars (2012)
- Sankt-Georg-Orden Semperopernball (2014)
- Romy für sein Lebenswerk (2014)
- Jupiter-Award für sein Lebenswerk (2015)
- Ehrenpreis der Stifter des Deutschen Fernsehpreises für sein Lebenswerk (2018)
- Jürgen-von-Manger-Preis (2019)[70]
- Bayerischer Maximiliansorden für Wissenschaft und Kunst (2023)[71]

Seine bis dahin drei Bambi-Auszeichnungen (1983, 1984 und 1987) hatte Gottschalk 1988 neben anderen Ausgezeichneten „aus Verärgerung über die Berichterstattung in Burda-Blättern“ zurückgegeben. 2001 nahm er die Trophäen im Rahmen seiner vierten Ehrung wieder in Empfang. 2011 erhielt er für Wetten, dass..? als „TV-Ereignis des Jahres“ einen weiteren Bambi.
Nachdem Gottschalks Villa im US-amerikanischen Bundesstaat Kalifornien, in der er seine Bambis aufbewahrt hatte, bei Waldbränden zerstört worden war, erhielt er im Rahmen der Bambi-Verleihung 2018 einen „Sonderpreis“. Auch der beim Feuer zerstörte Bayerische Verdienstorden wurde ersetzt.

## Diskografie
Singles
- 2001: What Happened to Rock ’n’ Roll (& die besorgten Väter)

## Publikationen
- Herbstblond: Die Autobiographie. Heyne, München 2015, ISBN 978-3-453-20084-5.
  - Herbstblond: Die Autobiographie (Hörbuch, gelesen vom Thomas Gottschalk), Random House Audio 2015, ISBN 978-3-8371-3076-8
- Herbstbunt: Wer nur alt wird, aber nicht klüger, ist schön blöd, Wilhelm-Heyne-Verlag, München 2019, ISBN 978-3-453-20706-6
  - Herbstbunt: Wer nur alt wird, aber nicht klüger, ist schön blöd (Hörbuch, gelesen vom Thomas Gottschalk), Random House Audio 2019, ISBN 978-3-8371-4588-5
- Ungefiltert: Bekenntnisse von einem, der den Mund nicht halten kann. Heyne, München 2024, ISBN 978-3453218895